# 大分県道22号大在大分港線
大分県道22号大在大分港線（おおいたけんどう22ごう おおざいおおいたこうせん）は、大分県大分市を通る県道（主要地方道）である。

## 概要
大分県角子南2丁目から大分市生石（いくし）3丁目に至る。
大分市大在方面から勢家を結ぶ路線である。起点は大分市角子南の国道197号交点から北上し、突き当たりの大在公園を左折する。
都市計画道路としての名称は臨海産業道路であるが、道幅が40メートル (m) あることから40メーター道路、40メートル道路と呼ばれる。2010年（平成22年）12月に無料化された大野川大橋有料道路を含んでいる。
国道197号のバイパスとして機能している。沿線には日本製鉄九州製鉄所大分地区などが立地する大分臨海工業地帯が広がり、大在コンテナターミナルがあるなど大分市を東西につなぐ物流の動脈となっている。中島十条交差点から大野川大橋東交差点までは片側3車線となっている。
当初計画では大分交通別大線と接続する路面電車の線路が道路中央部に走る予定になっていたが、社会環境の変化により中止された。現在は非常に広い中央分離帯として名残が残っている。
また、県道の指定を受けていない市道がそのまま昭和電工の石油化学コンビナートや三井造船の工場がある大分市細までつながっている。この県道は、佐賀関半島にあるパンパシフィック・カッパー（旧・日鉱製錬）佐賀関製錬所まで延伸する計画があったが、住民の反対により旧大分市内で止まった経緯がある。2016年度（平成28年度）より本路線の東端の大分市細から馬場に至る臨港道路細馬場線の延伸工事が開始されている。この路線の整備により、本路線は国道197号と接続されることになる。
沿道にはクスノキの街路樹が並木として植えられており、街路樹景観が優れていることが評価され、読売新聞社選定の「新・日本街路樹100景」（1994年）のひとつに選定されている。

### 路線データ
- 起点：大分県大分市角子南2丁目（角子原陸橋南交差点、国道197号交点）
- 終点：大分県大分市生石3丁目（西生石交差点、国道10号交点）
- 総延長：13.3 km

## 歴史
- 1982年（昭和57年）10月29日 - 同年4月1日の主要地方道指定に伴い認定。整理番号は1977年（昭和52年）まで宇佐森線で使用されていた22となった。
- 1993年（平成5年）5月11日 - 建設省から、県道大在大分港線が大在大分港線として主要地方道に再指定される[4]。
- 1994年（平成6年）4月1日 - 再認定を施行。

## 路線状況

### 道路施設

#### 橋梁
- 大野川大橋（大野川、大分市）
- 家島橋（小中島川、大分市）
- 三海橋（乙津川、大分市）
- 原川橋（原川、大分市）
- 弁天大橋（大分川、大分市）

## 地理

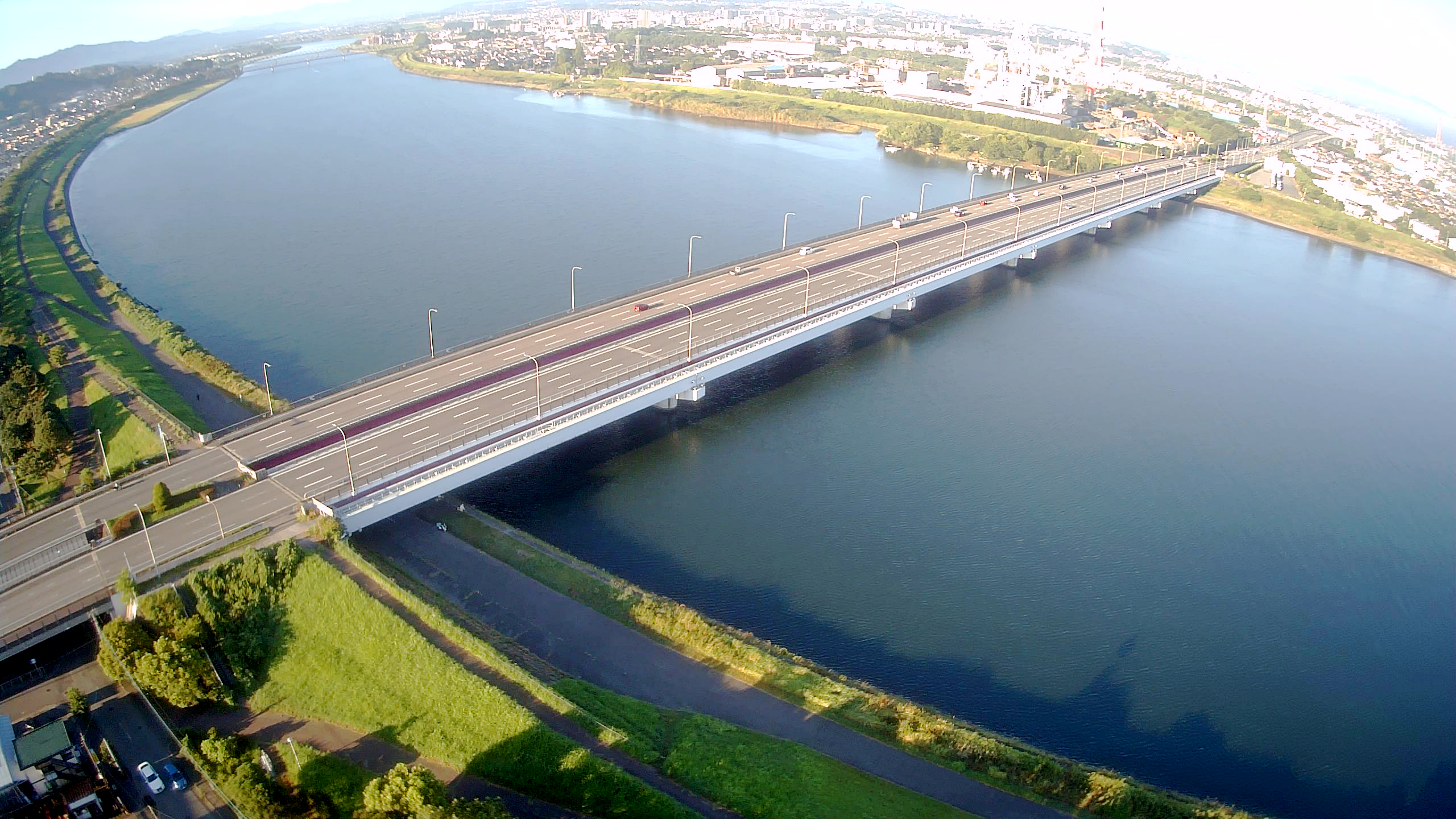
大在大分港線の大野川大橋

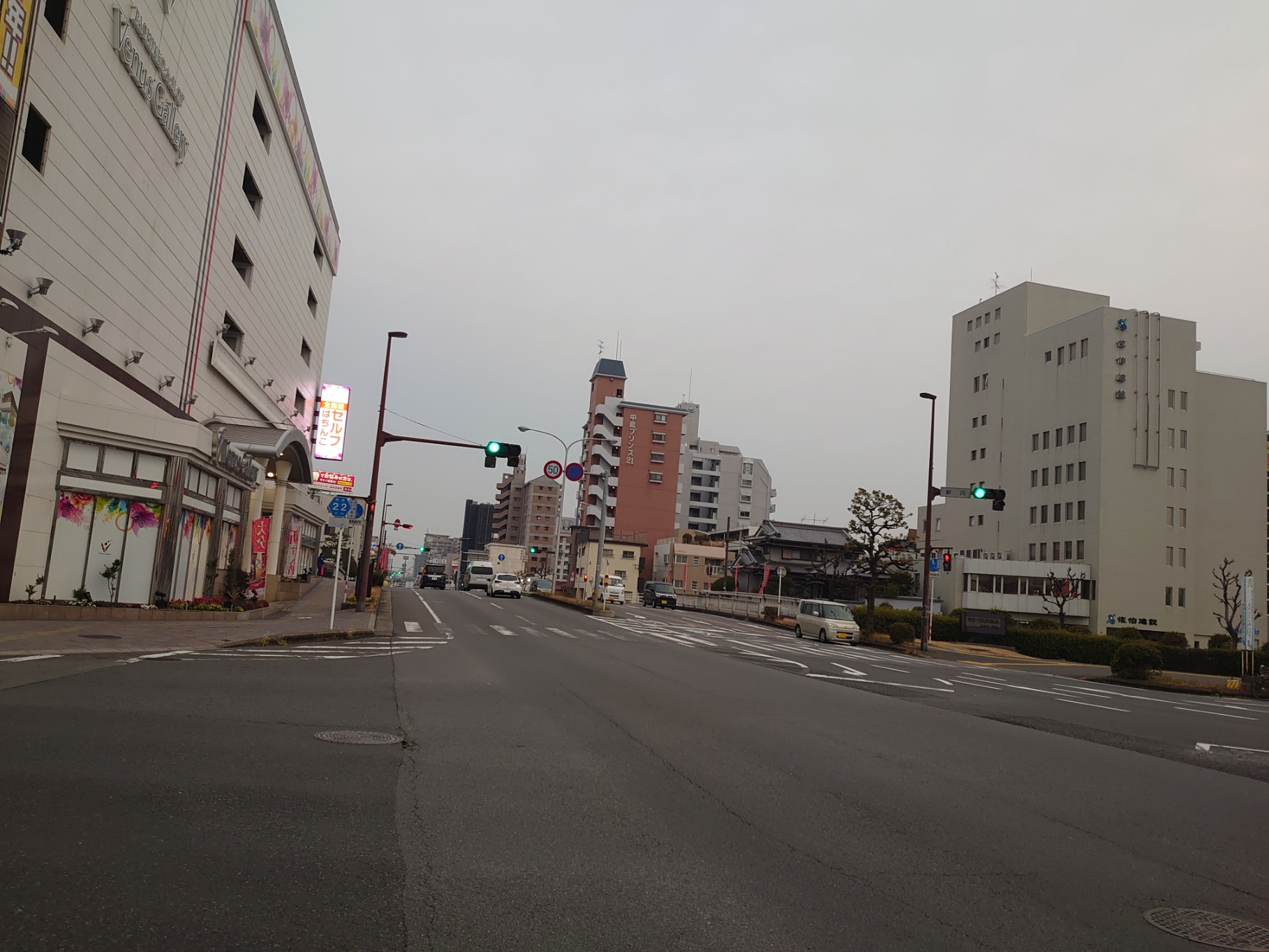
大分市新川

### 通過する自治体
- 大分市

### 交差する道路
| 交差する道路                        | 交差する場所        | 交差する場所                  |
| ----------------------------------- | ------------------- | ----------------------------- |
| 国道197号 国道217号 重複            | 角子南2丁目         | 角子原陸橋南交差点 / 起点     |
| 国道197号 国道217号 重複            | 大字城原            | 竹下橋南交差点 / バイパス起点 |
| 大分県道22号大在大分港線 / バイパス | 横田2丁目           | 3号線入口交差点               |
| 大分県道539号鶴崎港線               | 大字小中島          | [ 注釈 1 ]                    |
| 大分県道610号松岡日岡線             | 日岡3丁目           | 日岡交差点                    |
| 大分県道685号萩原下郡線             | 萩原2丁目           | 西中浜交差点                  |
| 大分県道511号大分港線               | 新川町1丁目         | 新川交差点                    |
| 国道10号                            | 生石（いくし）3丁目 | 西生石交差点 / 終点           |

### 交差する鉄道
- 日豊本線

### 沿線
- 大在公園（大分市大字横田）
- 舞子浜緑地（大分市大字北）
- 王子製紙大分工場（大分市大字小中島）
- 日本製鉄（大分市大字西ノ洲）
- 大分県立大分商業高等学校（大分市西浜）
- 津留運動公園（大分市西浜）

## その他
- 2021年（令和3年）2月9日、大在地内の法定速度60 km/hの場所で、時速194 km/hで走行していた乗用車が対向車線で右折しようとしていた乗用車と衝突する事故が発生した[5][6]。